# Justicia prietori
Justicia prietori är en akantusväxtart som beskrevs av Wassh.. Justicia prietori ingår i släktet Justicia och familjen akantusväxter. Inga underarter finns listade i Catalogue of Life.